# شورية وودية
شورية وودية (الاسم العلمي:Shorea woodii) هي نوع غير مؤكد من النباتات تتبع جنس الشورية من فصيلة مجنحية الثمر.